# 路德維希·法捷耶夫
路德維希·德米特里耶維奇·法捷耶夫（俄语：Людвиг Дмитриевич Фаддеев，1934年3月23日—2017年2月26日），前苏联、俄國理論物理學家和數學家。他最著名的成果有法捷耶夫-波波夫鬼粒子和法捷耶夫方程。他的工作啟發了量子群的發明。他以规范场论中的法捷耶夫-波波夫鬼粒子而闻名于世。他的其它重要工作还有三体问题中的法捷耶夫方程，量子反散射方法，可积系统等。

## 生平
法捷耶夫的父親德米特里·康斯坦丁諾維奇·法捷耶夫是聖彼得堡的數學教授，著名代數學家，俄羅斯科學院院士。法捷耶夫1951年入讀列寧格勒大學，從學於數學家奧莉加·拉德任斯卡亞和物理學家弗拉基米爾·福克。拉德任斯卡亞以流體動力學的偏微分方程研究聞名。
法捷耶夫於1956年畢業，1959年獲得博士學位，之後到了斯捷克洛夫數學研究所列寧格勒分所。1969年他在那裏擔任教授，從1976年至1987年擔任副所長，再升為所長。他也擔任了1988年創立的歐拉國際數學研究所地方分所所長一段長時間。
1976年他成為俄羅斯科學院院士，又任美國、法國、瑞典的科學院院士。
2007年当选中国科学院外籍院士。

## 奖项和荣誉
他曾獲蘇聯國家獎（1971年）、丹尼·海涅曼獎（1975年）、狄拉克獎章（1990年）、俄羅斯國家獎（1995年、2004年）、馬克斯·普朗克獎章（1996年）、杰米多夫獎（2002年）、亨利·龐加萊獎（2006年）、邵逸夫獎（2008年）等。他從1986年到1990年擔任國際數學聯盟主席。

## 外部連結
- 路德維希·法捷耶夫在數學譜系計畫的資料。